# Siria en los Juegos Paralímpicos de París 2024
Siria estuvo representada en los Juegos Paralímpicos de París 2024 por un deportista masculino. El equipo paralímpico sirio no obtuvo ninguna medalla en estos Juegos.